# Miki Kobayashi
Pour les articles homonymes, voir Kobayashi.
Miki Kobayashi (小林美貴, Kobayashi Miki) est une karatéka japonaise. Elle a remporté la médaille d'or en kumite moins de 55 kg aux championnats du monde de karaté 2010 à Belgrade puis une médaille de bronze dans cette même catégorie aux championnats du monde de karaté 2012 à Paris et 2014 à Brême.